# Relações entre Israel e Itália
As relações entre Israel e Itália são as relações diplomáticas estabelecidas entre o Estado de Israel e a República Italiana. A Itália mantém uma embaixada em Telavive e Israel mantém uma embaixada em Roma. A Itália mantém também consulados em Jerusalém Ocidental e Jerusalém Oriental, além de consulados honoríficos em Bersebá, Eilat, Haifa e Nazaré.
Itália reconheceu Israel em 8 de fevereiro de 1949.
As relações entre os dois estados são fortes, havendo grande volume de trocas comerciais e intercâmbio cultural, turístico e religioso.